# Макбрайд, Джеймс Фрэнсис
Джеймс Фрэнсис Макбрайд (англ. James Francis Macbride, 1892 — 1976) — американский (южнокаролинский) ботаник.

## Биография
Джеймс Фрэнсис Макбрайд родился в 1892 году.
Макбрайд работал в Гарвардском университете. Он внёс значительный вклад в ботанику, описав множество видов растений.
Джеймс Фрэнсис Макбрайд умер в 1976 году.

## Научная деятельность
Джеймс Фрэнсис Макбрайд специализировался на папоротниковидных и на семенных растениях.

## Научные работы
- Flora of Peru, 1936.